# Beretta SCP 70/90
Il fucile d'assalto  Beretta SCP 70/90 è una variante del Beretta AR 70/90 prodotto dalla Fabbrica d'Armi Pietro Beretta per essere impiegata dai reparti paracadutisti. La sua caratteristica principale è di avere la canna più corta di 81mm per agevolarne l'impiego durante gli aviolanci.

## Caratteristiche tecniche
L'SCP 70/90 ha la gruccia del calcio pieghevole e la canna più corta di 81mm, avendo quindi una lunghezza totale minima di 740mm. Utilizza munizioni 5,56 × 45 mm, calibro d'ordinanza NATO per i fucili d'assalto e leggeri in dotazione alla truppa. Il fucile d'assalto della serie 70/90 viene alimentato da un caricatore dalla capacità di 30 colpi, è un'arma a sfruttamento indiretto dei gas, a chiusura stabile mediante tenoni e mortase ricavate nella culatta, sul corpo di recupero dei gas vi è una valvola parzializzatrice che non incide sulla celerità di tiro. Possiede un selettore di tiro bilaterale posizionabile su quattro posizioni: sicura, colpo singolo, raffica controllata da tre colpi, raffica. La canna è rigata da 6 righe destrorse con passo da 178 mm. L'arma a differenza delle versioni AR ed SC è dotata di tromboncino con innesto a baionetta e necessita quindi di una chiave esagonale tipo brugola per smontare il gruppo di recupero gas, cosa che non accade nelle altre versioni in cui il gruppo presa gas è trattenuto dal tromboncino con innesto a vite, inoltre non è dotato del bipiede che invece si trova nelle altre versioni dell'arma. Può utilizzare il lanciagranate M203.
I congegni di puntamento sono: 
- una diottra pieghevole a due posizioni per il tiro a 250 m - 400 m (per distanze superiori è possibile applicare delle ottiche mediante l'installazione di una slitta al posto della maniglia di trasporto;
- un mirino a palo protetto da due alette;
- la maniglia di trasporto (solo per il tiro istintivo) da una tacca di mira e mirino fissi.

### Sicurezze
Come gli altri due modelli dell'AR 70/90, la versione SCP dispone di una sicura e di 2 sicurezze:
- Sicura manuale ordinaria: si inserisce ponendo il selettore di tiro su S, tale sicurezza agisce sulla leva di scatto impedendone il movimento
- Sicurezza contro l'apertura prematura dell'otturatore: realizzata da una corsa retrograda a vuoto di 8mm del carrello porta otturatore, provoca un ritardo in apertura dell'otturatore che permette la fuoriuscita di parte dei gas dalla canna.
- Sicurezza contro lo sparo prematuro: realizzata facendo ruotare in fase di chiusura l'otturatore di 1/8 di giro, solo a rotazione completa il percussore può arrivare in battuta.

## Nella cultura di massa
- Viene utilizzato dall'agente della DEA Walt Breslin nell'episodio 9 della seconda stagione di Narcos Messico.